# Via Campesina
 (février 2025).
La Via Campesina (« La Voie paysanne » en espagnol) est un mouvement altermondialiste international qui coordonne des organisations de petits et moyens paysans, de travailleurs agricoles, de fermes rurales, de communautés indigènes d'Asie, des Amériques, d'Europe et d'Afrique.
Ce réseau milite depuis 1993 pour le droit à la « souveraineté alimentaire » et pour le respect des petites et moyennes structures paysannes.
La Via Campesina (LVC) fait du 17 avril la Journée mondiale des luttes paysannes en souvenir des 19 paysans sans terre assassinés en 1996 au Brésil par des milices paramilitaires.
Le 10 septembre 2003, Lee Kyung Hae, un agriculteur protestant devant la réunion ministérielle de l'Organisation mondiale du commerce (OMC), au Mexique, sacrifia sa vie en se poignardant. LVC fera du 10 septembre la « Journée internationale contre l'OMC et les accords de libre-échange » et appel à la mobilisation de masse.

## Historique
- Pays avec une organisation membre de Vía Campesina

Pays avec une organisation membre de Vía Campesina

En avril 1992, lors du Congrès de l'Union nationale des agriculteurs et éleveurs (UNAG), à Managua (Nicaragua), se réunirent différents dirigeants d'organisations paysannes d'Amérique centrale, d'Amérique du Nord et d'Europe qui décidèrent de créer une coordination après avoir réalisé que les paysans des pays du Nord et les paysans des pays du Sud n'étaient pas concurrents mais faisaient face aux mêmes difficultés, et étaient de la même manière prisonniers de la politique des entreprises industrielles multinationales du secteur agroalimentaire.
En mai 1993, la première Conférence internationale de La Vía Campesina institue le mouvement comme organisation mondiale, et définit son mode d'organisation et ses statuts. Cette rencontre, organisée par la Coordination paysanne européenne (CPE), eut lieu à Mons en Belgique. En 1996, la deuxième Conférence internationale de La Vía Campesina se déroula à Tlaxcala, au Mexique. La ville de Bengalore en Inde accueillit la troisième conférence en 2000. La quatrième se tint au Brésil à proximité de São Paulo en 2004, la cinquième s'est déroulée en octobre 2008 à Maputo au Mozambique et la sixième du 6 au 13 juin 2013 à Djakarta en Indonésie.
En juillet 2017, la VIIe Conférence internationale de La Via Campesina attire l'attention « de la presse locale et internationale dont Tele Sur et Al Jazeera, faisant entendre les voix et les identités paysannes à travers plus de 30 articles et au moins 36 émissions de radio ». Lors de cet événement, plus de 70 alliés (mouvements sociaux, ONG, bailleurs de fonds et chercheurs) étaient invité afin d'accompagner le mouvement dans ses luttes. La Conférence visait aussi l'augmentation de sa présence médiatique sur les réseaux sociaux et de ses membres actifs.
Le 16 octobre 2018, lors de la journée mondiale d’action pour la souveraineté alimentaire contre les corporations transnationales, LVC a relancé la « Campagne mondiale pour les semences, un héritage des peuples au service de l’humanité » ainsi que l’action « Adoptez une semence ». L’adoption d’une semence est une action axée sur la préservation et l’affirmation du mode de vie paysan.

## Structures
La Via Campesina est un mouvement qui se dit indépendant de toute organisation politique, économique ou religieuse. Elle est composée par des organisations paysannes nationales ou régionales dont l'autonomie est respectée.
La Via Campesina est structurée en neuf régions : Europe, Asie de l'Est et du Sud-est, Asie du Sud, Amérique du Nord, Caraïbes, Amérique centrale, Amérique du Sud, Afrique 1 (Australe et de l'Est) et Afrique 2 (Afrique de l'Ouest). La Commission de Coordination Internationale (CCI) est l'organe international qui assure la coordination du mouvement. Chaque région y délègue deux militants, une femme et un homme.

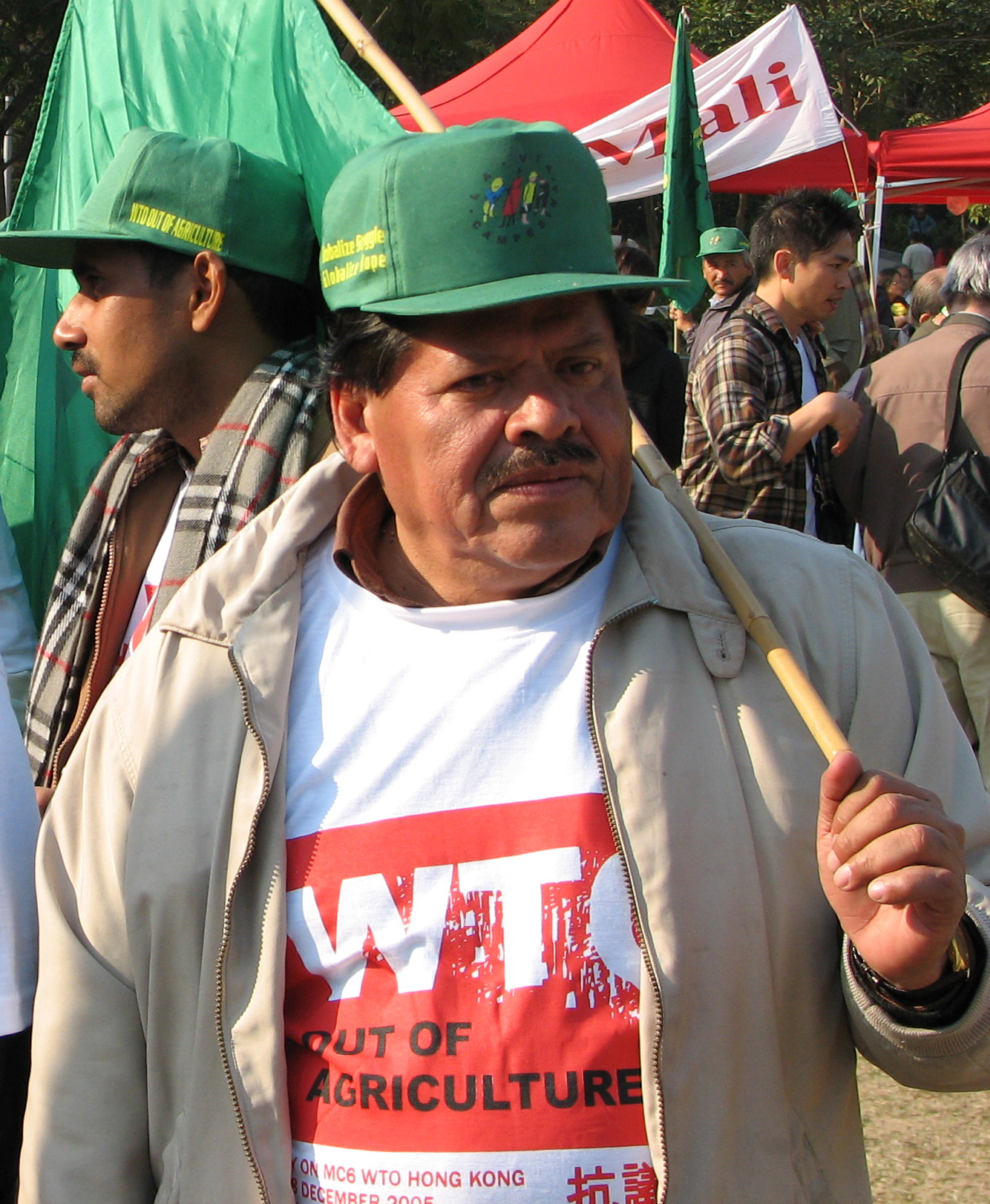
Rafael Alegría, ancien secrétaire général de Via Campesina avant la manifestation contre l'OMC à Hong Kong en décembre 2005

La Via Campesina a structuré ses actions autour de huit axes de travail prioritaires :
- la souveraineté alimentaire avec son corollaire : son opposition à l'organisation mondiale du commerce et contre l'emprise des multinationales de l'agroalimentaire ;
- la biodiversité, les semences et la lutte contre les OGM ;
- l'agriculture paysanne ;
- le respect des droits humains des militants syndicalistes et des communautés rurales ;
- la réforme agraire et l'accès équitable aux moyens de productions ;
- la reconnaissance du rôle spécifique des femmes dans l'agriculture que ce soit dans l'acte de production, ou dans la transmission des savoirs, et la promotion de la parité dans ses instances internationales ainsi que dans ses organisations membres.
- la défense et l'organisation des jeunes paysannes et paysans
- les travailleurs et travailleuses migrants et les ouvriers - ouvrières agricoles

Après être passé par la Belgique (1993-1996), le Honduras (1997-2004) puis l'Indonésie (2004-2013), le siège de La Via Campesina est maintenant situé au Zimbabwe depuis 2013. La Zimbabwéenne Elizabeth Mpofu succède donc depuis 2013 à l'Indonésien Henry Saragih et à Rafael Alegría, originaire du Honduras, à la fonction de coordinatrice générale.

## Membres
En Europe, la Coordination Européenne Via Campesina, issue en 2008 d'un élargissement de la Coordination paysanne européenne (CPE), membre fondatrice de La Via Campesina, rassemble ses membres. En sont membres, les syndicats agricoles de la Confédération paysanne et le Mouvement de défense des exploitants familiaux, pour la France, Uniterre pour la Suisse, la Fédération unie de groupements d'éleveurs et d'agriculteurs et le Mouvement d'action paysanne pour la Belgique.
En 2017, La Via Campesina compte 182 organisations dans 81 pays et représente plus de 200 millions de paysannes et paysans à travers le monde. Le mouvement est organisé en 9 régions.

## Activité de communication
La Via Campesina privilégie une communication autonome, c'est-à-dire faite par le mouvement. Le rapport de 2017 souligne que « La communication est devenue un enjeu stratégique unique, dans la mesure où elle est aujourd'hui l'un des principaux secteurs économiques du capitalisme et un secteur clé pour les puissances impérialistes ». Le mouvement s'efforce de diffuser des idées de démocratisation de l'information. La Via Campesina soutient que « la capacité des médias à influencer les environnements sociaux, la vie quotidienne et le sens commun a augmenté de façon exceptionnelle ». Elle se pose comme défenseur de la communication comme droit fondamental avec des activités de communication politique.
La VIIe Conférence Internationale se déroule du 16 au 24 juillet 2017 et comprend parallèlement la IVe Assemblée Internationale des Jeunes ainsi que la Ve Assemblée Internationale des femmes. Cette occasion leur a permis de mettre à jour leur déclaration et avait un slogan propre à chacune des Assemblées :
- VIIe Conférence Internationale : « Nous nourrissons nos peuples et construisons le mouvement pour changer le monde ! »
- IVe Assemblée Internationale des Jeunes : « Investir dans la jeunesse paysanne – semer le présent pour récolter l’avenir »
- Ve Assemblée Internationale des femmes : « Nous construisons un mouvement pour changer le monde, avec le féminisme et la souveraineté alimentaire ! »

Depuis 2015, La Via Campesina engage un dialogue avec des citoyens et des médias alternatifs pour créer un réseau médiatique. La mise en place d'ateliers médiatiques donne aux participants des outils communicationnels pour mieux gérer leur couverture médiatique. D'ailleurs, elle offre des formations à travers des écoles locales afin de promouvoir l'éducation sur l'agroécologie, la communication, le féminisme, les finances, etc. Outre les ateliers et les formations, LVC organise des conférences internationales pour favoriser le rassemblement des adhérents au mouvement.

## Activité de lobbying
La Via Campesina Europe est inscrite depuis 2009 au registre de transparence des représentants d'intérêts auprès de la Commission européenne et déclare en 2017 des dépenses d'un montant compris entre 100 000 et 200 000 euros. Elle indique recevoir 1 542 243 euros de subventions des institutions de l’Union européenne.
Depuis 2008, La Via Campesina fait pression sur l’ONU avec « des manifestations, des débats et des discussions publiques, de projections, des marchés de producteurs, des festivals, du lobbyisme auprès des gouvernements et d’autres actions de solidarité ont été organisées dans le monde entier pour commémorer le 17 avril, la Journée internationale des luttes paysannes. Plus de 60 évènements ont été répertoriés sur une carte postée sur le site web de LVC ».
Après des années d'actions et de mobilisations, les actions de LVC et de nombreux autres acteurs à leurs côtés ont porté leurs fruits, avec l'adoption par l’ONU en 2018 de la Déclaration des Nations unies sur les droits des paysans et des autres personnes travaillant dans les zones rurales, proclamant une série de droits humains spécifiques aux paysans, parmi lesquels de nombreuses revendications de Via Campesina telles que le droit à la terre, le droit aux semences, les droits des femmes rurales, le droit à la biodiversité. Cependant, le caractère obligatoire pour les États de réaliser les droits humains des paysans reste vague dans la déclaration, bien que les droits proclamés soient qualifiés d'universels par l'Assemblée générale des Nations unies.
Selon le rapport annuel de 2017, La Via Campesina diversifie ses outils de communication sur les plateformes comme Facebook, Twitter et Instagram. Afin de rejoindre les jeunes et les communautés paysannes, elle fait usage des technologies de l'information et de la communication pour diffuser des vidéos, des podcasts et des photos. Notons qu'avec l'étendue du mouvement, les moyens utilisés pour diffuser l'information sont déterminés par l'accessibilité des citoyens. Le Comité de coordination international intervient donc à ce niveau en distinguant les outils de communication préférentiels propres à chaque région.
La publication de livres, de communiqués de presse, de déclarations, d’articles, de médias citoyens, communautaires, alliés et conventionnels,, est un moyen utilisé par LVC pour énoncer leurs points de vue sur des enjeux qui les touchent. Ces publications sont majoritairement disponibles en français, en anglais et en espagnol.